# Irpiň
Irpiň (ukrajinsky Ірпінь, Irpiň) je město ležící na stejnojmenné řece poblíž Kyjeva, hlavního města Ukrajiny. Administrativně tvoří v rámci Kyjevské oblasti samostatnou městskou radu, kam spadají také města Hostomel, Kocjubynske a Vorzel. Ve městě současně žije přes 65 tisíc obyvatel. V roce 2022 získalo čestný titul Město-hrdina Ukrajiny.

## Historie
Sídlo vzniklo v roce 1899 při stavbě trati Kyjev – Korosteň – Kovel, která měla zkrátit trasu z Ukrajiny do Polska; název získalo podle řeky, přes niž zde byl budován most a původně sloužilo stavbařům železnice. Z dělnické osady postupně vyrostlo městečko, jemuž byl 20. října roku 1938 udělen status města. V letech 1941–1943 bylo okupováno německou armádou. V roce 1956 získalo status okresního města Kyjevskosvjatošynského okresu a v roce 1962 oblastního města. Velká část obyvatel dojíždí za obživou do blízkého Kyjeva.

### Ruská agrese 2022
Při ruské invazi na Ukrajinu v prvním březnovém týdnu bylo město masivně ostřelováno. Stalo se strategickým místem metropolitní oblasti dobývaného Kyjeva, protože pod ně patří i mezinárodní letiště v Hostomelu, o něž se také vedly těžké boje. Ukrajinská armáda proto zničila most přes řeku Irpiň, aby zabránila postupu ruského agresora. Trosky mostu však zůstaly jedinou cestou, kudy se civilisté při evakuaci mohli dostat pryč.

## Památky
- Pravoslavný kostel Svaté Trojice
- Pravoslavný kostel sv. Mikuláše Divotvůrce
- Katolický kostel sv. Terezie od Ježíše
- Evangelický kostel a evangelický biblický seminář
- Baptistický kostel
- Alej hrdinů
- Muzeum

## Školství a sport

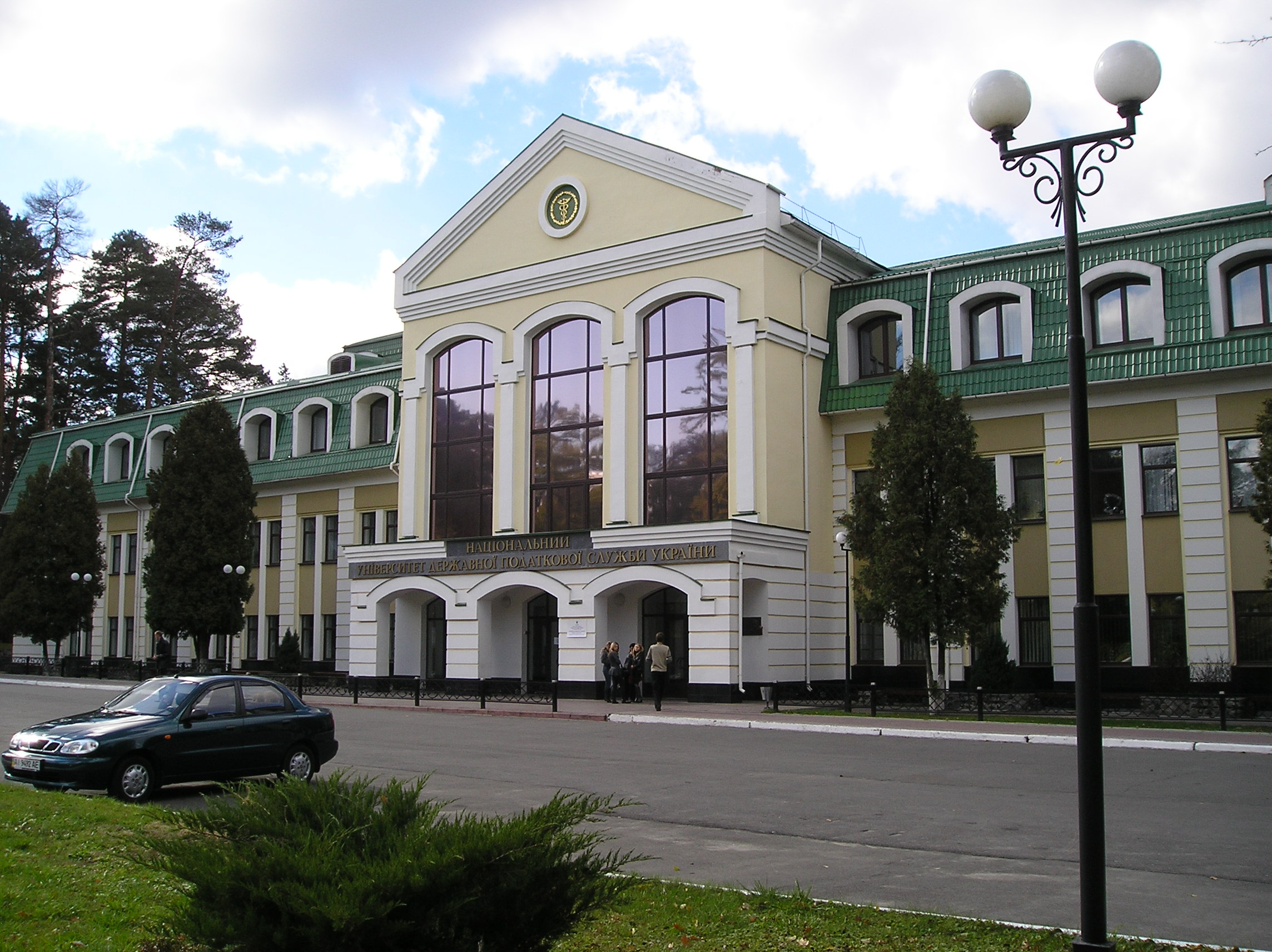
Budova univerzity daňové správy

- Sídlí zde Národní univerzita státní daňové správy, při níž působí ženský házenkářský klub Podatkovyj Universytet Irpiň, přední účastník nejvyšší ukrajinské soutěže Superligy.
- Národní agrární univerzita

## Osobnosti
- Vladimir Pavlovič Pravik (1962–1986) – důstojník, likvidátor havárie černobylské elektrárny
- Nikolaj Nosov, spisovatel, autor pohádek o Neználkovi, ve městě vyrostl.